# أرت أوليفييه
أرت أوليفييه (بالإنجليزية: Art Olivier)‏ هو سياسي أمريكي، ولد في 24 أغسطس 1957 في الولايات المتحدة. حزبياً، نشط في الحزب الليبرتاري الأمريكي.